# Vresse-sur-Semois
Vresse-sur-Semois é um município da Bélgica localizado no distrito de Dinant, província de Namur, região da Valônia.